# Tim Hinterding
Tim Hinterding (Kethel, 1952) is een Nederlands beeldend kunstenaar. Hij schildert, maakt grafiek en publiceert boeken. Hinterding woont en werkt in Zieuwent

## Opleiding
Hinterding volgde van 1980 tot 1985 een opleiding aan de kunstacademie in Arnhem. In 1986 volgde hij een workshop heliogravure bij Johan de Zoete en in 1989 een cursus diepdruk/kleurendruk bij Marjon Mudde in Lauzerte (Frankrijk). Hij was in 1986-1987 werkzaam bij het kunstenaarscollectief PlaatsMaken te Arnhem en was in 1990 gastdocent aan de Hoge School der Kunsten te Arnhem.

## Werkzaamheden
Hinterding maakt kleuretsen, kunstenaarsboeken en schilderijen. Onder de naam 'Killa Kossa' publiceert hij werk van andere kunstenaars en zichzelf. Hinterding was tot 2007 een gepassioneerd etser die zich in zijn werk liet verrassen door 'wat hij zichzelf te vertellen heeft'. Van 1976 tot 2007 maakte hij vele etsen, vooral kleuretsen, van klein formaat tot monumentaal (beeldformaat 85 x 125) in zwart wit of met meerdere kleuren (tot elf kleuren). 
De laatste jaren is Hinterding meer gaan schilderen met acrylverf, olieverf of Oost-Indische inkt. Als beelddrager gebruikt hij grote bladen (grafiek)papier en linnen. Daarnaast voert hij als BIK-kunstenaar tegenwoordig ook veel projecten uit binnen het onderwijs. 

## Tentoonstellingen
Vanaf 1988 exposeerde Hinterding in onder andere het Museum Henriette Polak (Zutphen), Commanderie van Sint Jan (Nijmegen) en het Singermuseum te Laren.

## Werk
- Tim Hinterding grafiek, uitgever Killa Kossa, Arnhem, 1992 ISBN 90-71296-083
- Tussen stem en stilte, Killa Kossa, Vorden, (leporello) 1998 ISBN 90-71296-091
- Tussen stem en stilte, Killa Kossa, Vorden, (losbladig in doos) 1998, ISBN 90-71296-105. Deze uitgave omvat een novelle van Thomas Verbogt bij acht etsen van Hinterding. Een exemplaar van dit werk werd ingebonden door de Belgische boekbinder Edgard Claes. Dit exemplaar werd aangekocht door Bibliothèque nationale de France te Parijs.
- Een andere uitgave waar Hinterding aan meewerkte, Les Noirs, les Bleus et les Sables, werd eveneens ingebonden door Edgard Claes.
- Nog één keer voordoen, uitgever Killa Kossa, Vorden, 2017 ISBN 978 90 71296 00 0. Deze uitgave omvat een novelle van Thomas Verbogt bij een kleurets (chine collé) van Tim Hinterding. Ter gelegenheid van beider 65e verjaardag
- De Soldaat, uitgever Killa Kossa, Vorden, 2021 ISBN 978 90 71296 062. Dit is een herdruk van het allereerste verhaal van Herman Pieter de Boer met een ets van Pat Andrea. Deze uitgave verscheen in beperkte oplage.
- De Zaanse jol, uitgever Killa Kossa, Vorden, 2022 ISBN 978 90 71296 079. Geschreven door Gosse Jensma, met een ets van Wim van der Meij. Deze uitgave verscheen in beperkte oplage.
- De maat der dingen, uitgever Killa Kossa, Zieuwent, 2023 ISBN 978 90 71296 22 2. In deze uitgave 24 etsen op madurodam-formaat van Tim Hinterding met een inleiding van Léon Hanssen. Deze uitgave verscheen in oplage van een en twintig exemplaren in oktober 2023.
- Print of the year,  een doos met 24 etsen, oplage 12 exemplaren, uitgeverij Killa Kossa, Zieuwent 2025, ISBN 978 90 71296 246
- Sciame, een uitgave met tekst en 24 etsen van Tim Hinterding. Oplage is 12 exemplaren, waarvan er zes verschenen in een editie met een tegenkatern, en zes exemplaren in een editie bestaande uit twee delen, voorzien van koptische binding. Uitgeverij Killa Kossa 2025, ISBN 9789071296338.
- F F F (Famous Female Feet) een uniek boek met 72 potloodtekeningen van damesvoeten, ingebonden en voorzien van ISBN 9789071296581. Met bijbehorend voetenbankje.